# 포리너 2 - 암흑의 새벽
포리너 2 - 암흑의 새벽(Black Dawn)은 미국에서 제작된 알렉산더 그루스진스키 감독의 2005년 액션 영화이다. 스티븐 시걸 등이 주연으로 출연하였고 카말 어바욱하터 등이 제작에 참여하였다.

## 출연

### 주연
- 스티븐 시걸

### 조연
- 타마라 데이비스
- 존 파이퍼-페르구슨
- 줄리언 스톤
- 니콜라스 다비도프
- 로만 바샤브스키
- 노아 헤게쉬

## 제작진
- Line PD: 윌리암 B. 스테클리
- 공동제작: 빈 당
- 공동제작: 샤룩 우머
- 미술: 리카도 자탠
- 의상: 댄 무어
- Ass-PD: 데이빗 랠프
- 배역: 제프 제라드